# Ganymedes themisto
Ganymedes themisto is een soort in de taxonomische indeling van de Myzozoa, een stam van microscopische parasitaire dieren. Het organisme komt uit het geslacht Ganymedes en behoort tot de familie Ganymedidae. Ganymedes themisto werd in 2010 ontdekt door Prokopowicz, Rueckert, Leander, Michaud & Fortier.